# Società Sportiva Juventus Stabia 1990-1991
Questa voce raccoglie le informazioni riguardanti la Società Sportiva Juve Stabia nelle competizioni ufficiali della stagione 1990-1991.

## Stagione
Nella stagione 1990-1991 la Juve Stabia partecipa al campionato Interregionale girone L, giungendo al 1º posto con 53 punti. Accede così, agli spareggi promozione, i quali vengono disputati contro il Benevento che all'andata vince 1-0, mentre la gara di ritorno allo Stadio Romeo Menti di Castellammare di Stabia, vede le vespe vincere per 2-0 con gol inflitti da Giovanni Fontanella e Carmelo Condemi e che quindi ottengono l'ammissione in Serie C2 per la stagione seguente.

## Rosa
| N. |                   | Ruolo | Calciatore          |
| -- | ----------------- | ----- | ------------------- |
|    | Italia (bandiera) |       | Strino              |
|    | Italia (bandiera) |       | Di Vece             |
|    | Italia (bandiera) |       | Schettini           |
|    | Italia (bandiera) |       | Giuseppe Ruotol     |
|    | Italia (bandiera) |       | Cavaliere           |
|    | Italia (bandiera) |       | Cantile             |
|    | Italia (bandiera) |       | Francesco Puntureri |
|    | Italia (bandiera) |       | Izzo                |
|    | Italia (bandiera) |       | Pasquale Matarese   |
|    | Italia (bandiera) |       | Orsino              |

| N. |                   | Ruolo | Calciatore      |
| -- | ----------------- | ----- | --------------- |
|    | Italia (bandiera) |       | Ferraro         |
|    | Italia (bandiera) |       | De Ponte        |
|    | Italia (bandiera) |       | Capone          |
|    | Italia (bandiera) |       | Serrapede       |
|    | Italia (bandiera) |       | Russo           |
|    | Italia (bandiera) |       | Mauro Ruffelli  |
|    | Italia (bandiera) |       | Fontanella      |
|    | Italia (bandiera) |       | Carmelo Condemi |
|    | Italia (bandiera) |       | Massimo Agovino |